# Nehru Place

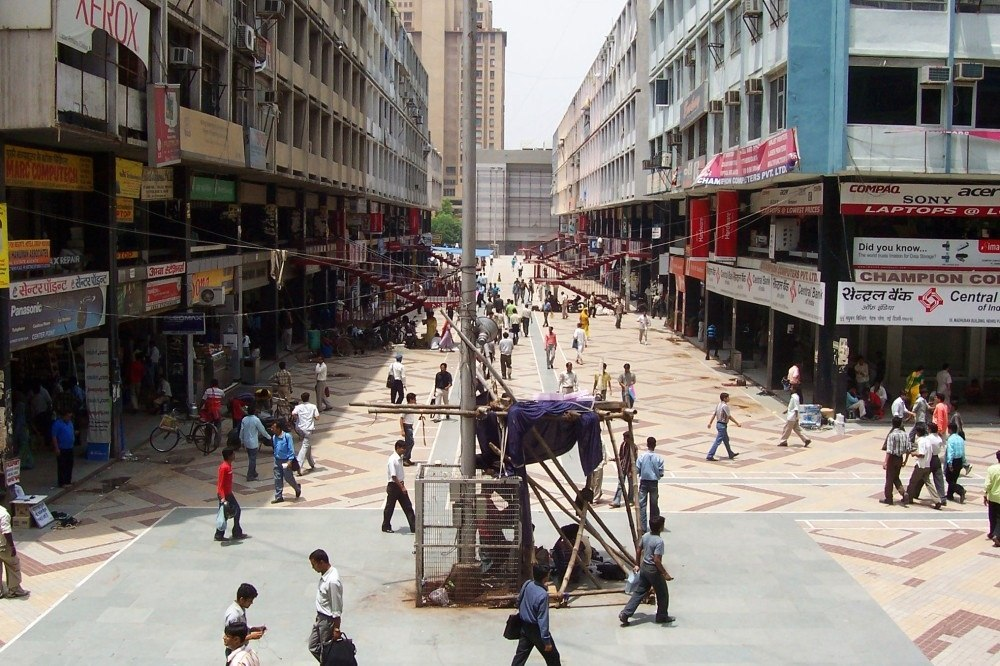
Zona principal de Nehru Place.

Nehru Place (en hindi: नेहरू प्लेस) es un gran centro comercial, financiero y de negocios en Delhi, India. Aunque su importancia como centro financiero ha disminuido en los últimos años, Nehru Place sigue siendo una zona comercial importante en el sur de Delhi, albergando la sede de varias empresas nacionales indias y compitiendo con otros centros financieros como Connaught Place, Gurgaon, Bhikaji Cama Place, Rajendra Place y Noida. Es considerado como el mayor centro para compras tecnológicas e informáticas en el sur de Asia.
El nombre fue dado a partir del nombre del primer ministro de la India, Jawaharlal Nehru. Fue construido a principios de los años 80 y consta de varios edificios de 4 plantas que flanquean un gran patio peatonal construido sobre un aparcamiento subterráneo. Aunque mal mantenido, la mayoría de las estructuras originales todavía están en uso.